# Les Îles (Sion)
Pour les articles homonymes, voir Les Îles.
Les Îles est un espace vert près de la ville de Sion en Valais. L'espace se situe aux alentours de la gouille des Îles.

## Histoire
Utilisé depuis de nombreuses années par les bourgeois de Sion, le domaine des îles étaient alors des terrains marécageux formés par les méandres du Rhône.
Dès 1860, la construction de la ligne de chemin de fer nécessite d'endiguer le Rhône afin que celui-ci s'écoule au-dessus du niveau de la plaine rendant alors accessible le domaine marécageux. De ce fait, en 1912, le Conseil bourgeoisial de Sion attribua le domaine aux bourgeois par lots de 400 toises (1 520 m2), à la condition qu’ils les mettent en culture dans les deux ans. Une partie caillouteuse sera louée à des fins d’exploitation du gravier.
Le Conseil bourgeoisial, fit ensuite élaborer un projet comportant un camping, un restaurant et divers équipements sportifs autour du plan d’eau. Ce projet voit finalement le jour en 1970.
La gravière a fermé en novembre 2017 et a été démantelée.